# Gobio delyamurei
Gobio delyamurei ist eine vom Aussterben bedrohte Fischart aus der Familie der Gründlingsverwandten (Gobionidae). Sie kommt ausschließlich in einem Abschnitt der Tschorna vor. Dieser Fluss mit einer Länge von etwa 34 Kilometern verläuft vollständig auf dem Gebiet der Stadt Sewastopol auf der ukrainischen Halbinsel Krim.

## Merkmale
Gobio delyamurei ist mit einer Standardlänge von bis zu 106 Millimetern ein eher kleiner Fisch. Der Körper ist langgestreckt und seitlich abgeflacht mit einem nicht besonders hohen Rücken, der von dem Ansatz der Rückenflosse zur Schwanzwurzel abfällt. Der Kopf ist kurz und hoch, mit einer Länge von 24–28 % der Standardlänge und einem hufeisenförmigen Maul mit dünnen Lippen. Die Brustflossen reichen fast bis zum Ansatz der Bauchflossen, mindestens vier Schuppen davor. Die Bauchflossen reichen bis zum Anus und die Afterflosse endet vor der Basis der Schwanzflosse. Diese ist gegabelt, der obere Lappen ist etwas länger als der untere. Kopf und Körper sind silbrig hell, seitlich befinden sich 7–11, meistens 8–9, rundliche braune Flecken, die vollständig voneinander getrennt sind. Bei geschlechtsreifen Männchen sind Kopf und Körper einschließlich der Bauchseite dunkelgrau gefärbt.
Gobio delyamurei unterscheidet sich von den meisten anderen europäischen und westasiatischen Arten der Gattung Gobio durch die Schuppen zwischen den Brustflossen, die sich nach vorne über die Basis der Brustflossen hinaus ausdehnen. Eine beschuppte Brust haben auch Gobio bulgaricus, Gobio holurus, Gobio lepidolaemus, Gobio kubanicus, Gobio caucasicus, Gobio kovatschevi und Gobio krymensis, mit jeweils anderen Verbreitungsgebieten. Die Barteln von Gobio delyamurei reichen nur bis an den vorderen Rand der Augen oder bis kurz davor.

## Verbreitung und Lebensweise
Gobio delyamurei kommt ausschließlich in einem kurzen Abschnitt der Tschorna vor, die eine reiche endemische Fauna aufweist. Neben Fischen wie Cobitis taurica und Proterorhinus tataricus gehören dazu die Kriebelmücke Simulium (Trichodagmia) karasuae (syn. Obuchovia karasuae) und der Höhlenflohkrebs Niphargus vadimi.

## Gefährdung
Gobio delyamurei wurde von der IUCN im Jahr 2008 als vom Aussterben bedroht (critically endangered) klassifiziert. Neuere Untersuchungen zum Gefährdungsstatus liegen nicht vor. Zur Begründung wurde das räumlich eng begrenzte Verbreitungsgebiet in einem einzigen Fluss angeführt. Der Fluss hat im Sommer in seinem Unterlauf wegen der der starken Wasserentnahme für Bewässerungszwecke einen sehr geringen Wasserstand. Die gegenwärtige Globale Erwärmung und eine mögliche Zunahme der Wasserentnahme könnten zu einem Austrocknen des Flusses im Frühjahr und Sommer und zu einem Aussterben der Art führen.

## Systematik
Die Erstbeschreibung von Gobio delyamurei wurde in der Dezember-Ausgabe der ichthyologischen Fachzeitschrift Ichthyological Exploration of Freshwaters veröffentlicht. Die Ausgabe wurde am 29. November 2005 veröffentlicht. Nur einen Tag später veröffentlichten Ekaterina D. Vasil’eva et al. die Beschreibung der Art mit dem Namen Gobio tauricus in der russischen Fachzeitschrift Voprosy Ikhtiologii. Eine englische Übersetzung wurde später im Journal of Ichthyology veröffentlicht. Gemäß den Internationalen Regeln für die Zoologische Nomenklatur hat der zuerst veröffentlichte Name Gobio delyamurei Priorität, Gobio tauricus ist ein Synonym.
Der Artname ehrt den sowjetischen Ichthyologen Semion Lyudvigovich Delyamure, der mehrere wissenschaftliche Publikationen über die Fischfauna der Krim verfasst hat.